# ABKCO Records
ABKCO Records – wytwórnia płytowa impresaria Allena Kleina. Początkowa nazwa to Cameo-Parkway Records, jednak po przejęciu przez Kleina w 1967 roku zmieniła nazwę.
Do ich artystów zaliczają się m.in. The Rolling Stones, Sam Cooke, Phil Spector czy Herman’s Hermits.
ABKCO pochodzi od Allen B. Klein Company, jednak w żartach Allena Kleina można usłyszeć A Better Kind of Company (lepszy rodzaj wytwórni).
George Harrison nagrał utwór „Beware of Darkness”, który pojawił się na jego pierwszym pobeatlesowskim albumie All Things Must Pass. Gdy nagrywał tę piosenkę dla Phila Spectora w roku 1970, żartobliwie zmienił jedną linijkę tekstu na Beware of ABKCO, prawdopodobnie odnosząc się do katastrofy finansowej, w jaką popadli Beatlesi przez złe zarządzanie Allena Kleina.